# Championnat de France féminin de handball 2006-2007
Navigation
Division 1F 2005-2006 Division 1F 2007-2008
Le championnat de France féminin de handball 2006-2007 est la cinquante-sixième édition de cette compétition. Le championnat de Division 1 est le plus haut niveau du championnat de France de ce sport. Douze clubs participent à la compétition. 
À la fin de la saison, le HB Metz métropole est désigné Champion de France avec 57 points, devant Le Havre, 55 points. Il s'agit du 14e titre de l'histoire du HB Metz métropole et son 4e consécutif. En bas du classement, l'ESC Yutz et le Handball Plan-de-Cuques sont relégués.

## Clubs du Championnat
| Club                    | 2005-2006 |
| ----------------------- | --------- |
| HB Metz métropole       | 1er       |
| Le Havre AC Handball    | 2e        |
| Mérignac Handball       | 3e        |
| Cercle Dijon Bourgogne  | 4e        |
| CJF Fleury-Les-Aubrais  | 5e        |
| US Mios Biganos         | 6e        |
| ESC Yutz                | 7e        |
| ES Besançon             | 8e        |
| CA Béglais              | 9e        |
| Handball Cercle Nîmes   | 10e       |
| Handball Plan-de-Cuques | 1er D2    |
| Issy-les-Moulineaux HBF | 2e D2     |

## Classement final
| \| \| Équipe \| Pts \| J \| G \| N \| P \| Bp \| Bc \| Diff \| \| -- \| ------------------------- \| --- \| -- \| -- \| - \| -- \| --- \| --- \| ---- \| \| 1 \| HB Metz métropole T L \| 57 \| 22 \| 16 \| 3 \| 3 \| 622 \| 499 \| 123 \| \| 2 \| Le Havre AC C \| 55 \| 22 \| 16 \| 1 \| 5 \| 564 \| 457 \| 107 \| \| 3 \| US Mios Biganos \| 50 \| 22 \| 13 \| 2 \| 7 \| 621 \| 602 \| 19 \| \| 4 \| Cercle Dijon Bourgogne \| 49 \| 22 \| 13 \| 1 \| 8 \| 540 \| 515 \| 25 \| \| 5 \| Mérignac Handball \| 48 \| 22 \| 13 \| 0 \| 9 \| 618 \| 582 \| 36 \| \| 6 \| Issy-les-Moulineaux HBF P \| 44 \| 22 \| 11 \| 0 \| 11 \| 579 \| 582 \| -3 \| \| 7 \| CA Béglais \| 42 \| 22 \| 9 \| 2 \| 11 \| 541 \| 584 \| -43 \| \| 8 \| Handball Cercle Nîmes \| 42 \| 22 \| 8 \| 4 \| 10 \| 567 \| 556 \| 11 \| \| 9 \| ES Besançon \| 42 \| 22 \| 8 \| 4 \| 10 \| 618 \| 641 \| -23 \| \| 10 \| CJF Fleury-Les-Aubrais \| 42 \| 22 \| 9 \| 0 \| 13 \| 579 \| 583 \| -4 \| \| 11 \| ESC Yutz \| 31 \| 22 \| 4 \| 1 \| 17 \| 538 \| 631 \| -93 \| \| 12 \| Handball Plan-de-Cuques P \| 28 \| 22 \| 3 \| 0 \| 21 \| 502 \| 657 \| -155 \| | - Champion, qualifié en Ligue des champions - Relégué en Division 2 - T : Tenant du titre 2006 - P : Promu de Division 2 en début de saison - C : Vainqueur de la Coupe de France - L : Vainqueur de la Coupe de la Ligue |     |    |    |   |    |     |     |      |
| | Équipe | Pts | J  | G  | N | P  | Bp  | Bc  | Diff |
| 1 | HB Metz métropole T L | 57  | 22 | 16 | 3 | 3  | 622 | 499 | 123  |
| 2 | Le Havre AC C | 55  | 22 | 16 | 1 | 5  | 564 | 457 | 107  |
| 3 | US Mios Biganos | 50  | 22 | 13 | 2 | 7  | 621 | 602 | 19   |
| 4 | Cercle Dijon Bourgogne | 49  | 22 | 13 | 1 | 8  | 540 | 515 | 25   |
| 5 | Mérignac Handball | 48  | 22 | 13 | 0 | 9  | 618 | 582 | 36   |
| 6 | Issy-les-Moulineaux HBF P | 44  | 22 | 11 | 0 | 11 | 579 | 582 | -3   |
| 7 | CA Béglais | 42  | 22 | 9  | 2 | 11 | 541 | 584 | -43  |
| 8 | Handball Cercle Nîmes | 42  | 22 | 8  | 4 | 10 | 567 | 556 | 11   |
| 9 | ES Besançon | 42  | 22 | 8  | 4 | 10 | 618 | 641 | -23  |
| 10 | CJF Fleury-Les-Aubrais | 42  | 22 | 9  | 0 | 13 | 579 | 583 | -4   |
| 11 | ESC Yutz | 31  | 22 | 4  | 1 | 17 | 538 | 631 | -93  |
| 12 | Handball Plan-de-Cuques P | 28  | 22 | 3  | 0 | 21 | 502 | 657 | -155 |

## Statistiques et récompenses

### Meilleures joueuses
À partir d'une liste seulement indicative de cinq noms (en italique), déterminée par Hand Action et Handzone, tous les entraîneurs et capitaines de la Division ont apporté chacun une voix, mais ne pouvaient voter pour un membre de leur équipe. Seules Stéphanie Cano et Sophie Herbrecht figuraient déjà au hit-parade de la saison dernière. Entrée remarquée de Darly Zoqbi de Paula, la Brésilienne du Havre, désignée meilleure gardienne et finalement MVP du championnat.
Les résultats poste par poste sont :
Meilleure gardienne de but
1. Darly Zoqbi de Paula (Le Havre), 17 voix
2. Amandine Leynaud (Metz), 5
3. Laurence Maho (Bègles), 1

Linda Pradel (Metz), 1
14 arrêts de moyenne, à près de 45 % d'efficacité, les chiffres parlent d'eux-mêmes : Darly Zoqbi de Paula, dernier rempart du Havre et de la sélection brésilienne, a survolé la saison. Même Amandine Leynaud, qui a pourtant encore franchi un cap, ne pouvait tenir la distance.
Meilleure ailière gauche
1. Siraba Dembélé (Mérignac), 10 voix
2. Delphine Guehl (Metz), 5
3. Paule Baudouin (Issy-les-Moulineaux), 4
et Céline Murigneux (Dijon), 4
5. Aurélie Hémery (Mios), 1
Révélation de la saison passée, Siraba Dembélé s'est affirmée tant à Mérignac qu'en équipe de France. La tenante, Paule Baudouin a été défavorisée par sa longue indisponibilité. Autre candidate au poste en sélection, Delphine Guehl s'intercale entre ses deux jeunes partenaires.
Meilleure arrière gauche
1. Sophie Herbrecht (Issy-les-Moulineaux), 7 voix
2. Aurèle Itoua-Atsono (Mios), 6
3. Aline Silva dos Santos (Le Havre), 3
et Mouna Chebbah (Besançon), 3
5. Lenka Kysučanová (Metz), 2
6. Élodie Brou Mambo (Mérignac), 1
Helena Lulić (Le Havre), 1
et Karolina Siódmiak (Le Havre), 1
Changement d'équipe et de poste, mais toujours une place pour Sophie Herbrecht dans l'équipe-type de l'Elite féminine. La meilleure demi-centre des deux saisons précédentes est cette fois élue à gauche. En dépit pourtant d'une redoutable concurrence.
Meilleure demi-centre
1. Christine Vanparys (Nîmes), 8 voix
2. Karolina Siódmiak (Le Havre), 5
3. Angélique Spincer (Issy-les-Moulineaux), 3
4. Elena Groposila (Dijon), 3
5. Myriam Borg-Korfanty Mios), 2
et Noumia Zitiou (Mérignac), 2
7. Stéphanie Lambert (Bègles), 1
Le repositionnement de Sophie Herbrecht avait laissé le champ libre à Christine Vanparys, en dépit d'une saison en demi-teinte à Nîmes. Et ni la polyvalente Siodmiak, ni Spincer, trop handicapée par son épaule, n'ont pu bousculer l'ordre établi.
Meilleure pivot offensif
1. Nina Kanto (Metz), 8 voix
2. Paula Gondo (Mérignac), 5
3. Amélie Goudjo (Issy-les-Moulineaux), 4
4. Jana Simerská (Le Havre), 3
5. Vanessa Jelic (Dijon), 2

et Isabelle Wendling (Metz), 2
Longtemps dans l'ombre de ses prestigieuses partenaires tant en club qu'en sélection, Nina Kanto a pris une autre dimension cette année. Ce que confirme sa première élection à la pointe de l'équipe idéale. Même Paula Gondo doit cette fois se contenter de la place de dauphine. De retour au premier plan, Amélie Goudjo complète un joli podium.
Meilleure arrière droite
1. Karolina Siódmiak (Le Havre), 7 voix
2. Alexandra Lacrabère (Bègles), 6
et Vesna Horaček (Metz), 6
4. Stéphanie Fiossonangaye (Besançon), 2
et Rafika Marzouk (Dijon), 2
6. Léontine Kibamba (Mios), 1
Elle aurait pu aussi bien être nommée dans l'axe ou à gauche, où elle a également passé une partie de sa saison en Normandie, mais ce n'est que justice de retrouver Karolina Siódmiak dans le sept de l'année. Elle devance de véritables spécialistes et de pures gauchères, notamment la néophyte Lacrabère ou l'expérimentée Horacek.
Meilleure ailière droite
1. Stéphanie Cano (Bègles), 8 voix
2. Maakan Tounkara (Le Havre), 7
3. Katty Piejos (Metz), 5
4. Chandra Moukila (Mios), 4

Pour son retour en France, Stéphanie Cano avait dû partager la première place l'an dernier avec Maakan Tounkara et Katty Piejos. Cette fois, dans le sillage d'une première partie de saison détonante, la Girondine a décroché ses comparses tricolores. Même si le niveau n'a jamais paru aussi homogène finalement sur ce poste.
Meilleure défenseuse
1. Isabelle Wendling (Metz), 13 voix
2. Vanessa Jelic (Dijon), 5
3. Nina Kanto (Metz), 2

et Myriam Borg-Korfanty (Mios), 2
5. Allison Pineau (Issy-les-Moulineaux), 1
et Sophie Herbrecht (Issy-les-Moulineaux), 1
On l'aurait presque deviné, Isabelle Wendling et ses 300 sélections, record national, n'a toujours pas d'équivalent pour faire face aux défenses adverses. La clef de voûte et capitaine de l'intarissable champion de France est encore donc légitimement honorée. Et Vanessa Jelic, une bien méritée dauphine.
Révélation
1. Alexandra Lacrabère (Bègles), 9 voix
et Allison Pineau (Issy-les-Moulineaux), 9
3. Julie Goiorani (Nîmes), 3
4. Cléopâtre Darleux (Besançon), 2
5. Amandine Leynaud (Metz), 1
Qui a dit que l'Elite féminine ne laissait pas de place à la formation ? On en a, en tout cas, les deux plus belles preuves du contraire avec Alexandra Lacrabère et Allison Pineau, deux vraies néophytes mais, en même temps, cadres de leur équipe respective. Et très bientôt, on l'espère, également de l'équipe de France.
Meilleur(e) entraîneur(e)
1. Emmanuel Mayonnade (Mios), 6
et Pierre Terzi (Dijon), 6
3. Thierry Vincent (Mérignac), 4
4. Sandor Rac (Metz), 3
5. Christophe Maréchal (Besançon), 2
6. Frédéric Bougeant (Le Havre), 1
et Jean-Sébastien Lopez (Bègles), 1
Meilleure joueuse (établi en fonction des votes recensés par poste)
1. Darly Zoqbi de Paula (Le Havre)
2. Karolina Siódmiak (Le Havre)
3. Siraba Dembélé (Mérignac)

### Meilleures buteuses
Au terme de la saison, les meilleures buteuses sont :
| Rang | Joueuse                 | Club                    | Buts |
| ---- | ----------------------- | ----------------------- | ---- |
| 1    | Aline Silva dos Santos  | Le Havre AC             | 131  |
| 2    | Lenka Kysučanová        | Handball Metz Métropole | 120  |
| 3    | Vesna Horaček           | Handball Metz Métropole | 119  |
| 4    | Stéphanie Fiossonangaye | ES Besançon             | 117  |
| 5    | Élodie Mambo N'Cho      | Mérignac Handball       | 110  |
| 6    | Alexandra Lacrabère     | CA Béglais              | 109  |
| 7    | Sophie Herbrecht        | Issy-les-Moulineaux HBF | 108  |
| 8    | Mouna Chebbah           | ES Besançon             | 106  |
| 9    | Paula Gondo             | Mérignac Handball       | 101  |
| 9    | Aurèle Itoua-Atsono     | US Mios Biganos         | 101  |
| 11   | Léontine Kibamba        | US Mios Biganos         | 98   |
| 12   | Aurélie Hémery          | US Mios Biganos         | 96   |
| 13   | Mariama Signaté         | CJF Fleury-Les-Aubrais  | 92   |
| 14   | Maria Iacob             | US Mios Biganos         | 91   |
| 15   | Karolina Siódmiak       | Le Havre AC             | 90   |
| 16   | Angélique Spincer       | Issy-les-Moulineaux HBF | 89   |
| 17   | Rafika Marzouk          | Cercle Dijon Bourgogne  | 88   |
| 18   | Stéphanie Cano          | CA Béglais              | 87   |
| 19   | Stéphanie Lambert       | CA Béglais              | 86   |
| 19   | Véronique Démonière     | CJF Fleury-Les-Aubrais  | 86   |

## Effectif du champion
L'effectif du HB Metz métropole pour le championnat était composé de :
Gardiennes
- Amandine Leynaud (GB)
- Linda Pradel (GB)
- Lise Carpino
- Sonia Cendier
- Rachida Drii Hadj
- Hélène François
- Anne-Sophie Frau
- Johanna Gomez
- Delphine Guehl
- Aurélia Guillaut
- Vesna Horaček
- Nina Kanto
- Lenka Kysučanová
- Katty Piejos
- Pavla Poznarová
- Martine Ringayen
- Mégane Vallet
- Isabelle Wendling

Entraîneur
- Sandor Rac